# Mazurka (jacht)

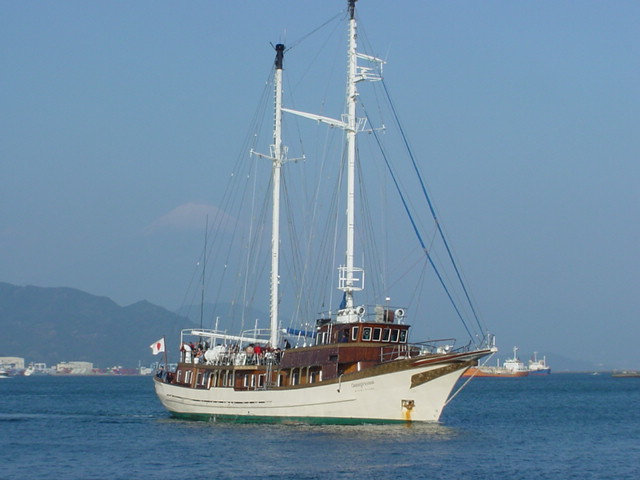
„Ocean Princess” przewożąca turystów podziwiających górę Fiji

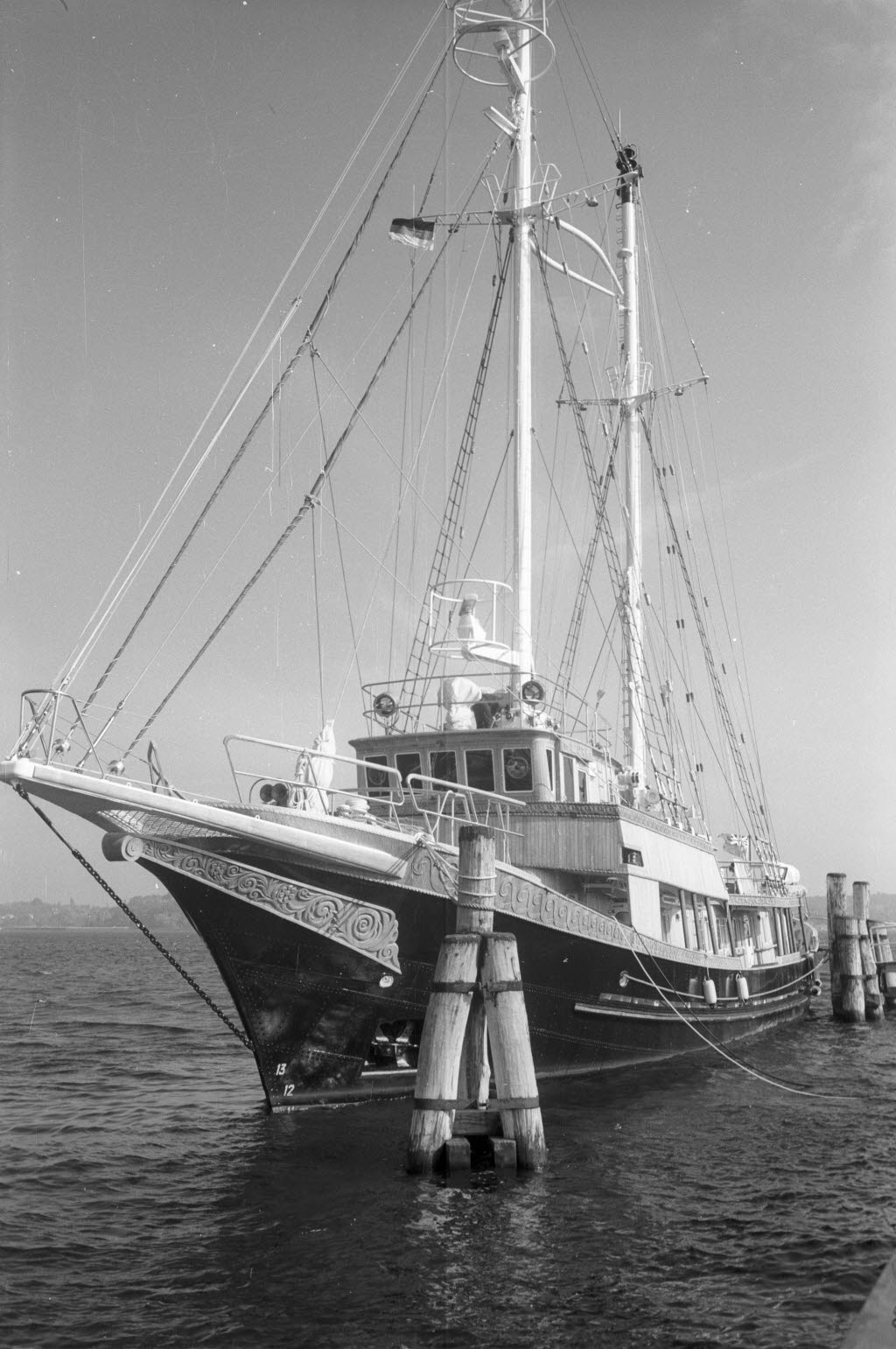
Mazurka we wrześniu 1975, zacumowany w Kilonii przy nabrzeżu Hindenburgufer podczas serwisu wyposażenia radiowego przez firmę Hagenuk

Mazurka – luksusowy jacht motorowo-żaglowy przebudowany w 1973 roku w Szczecińskiej Stoczni Remontowej „Gryfia” ze zbudowanego w 1956 roku lugotrawlera MT „Jarząbek”.
Przebudowę jachtu zlecił J. Seward Johnson, właściciel firmy farmaceutycznej Johnson & Johnson. Nowy jacht był prezentem dla jego żony Barbary Piaseckiej Johnson, która w czerwcu 1975 roku została matką chrzestną jednostki.
Jacht posiadał siedem łazienek, wszystkie wyposażone w armaturę z europejskiej porcelany. Klimatyzowane kabiny wykończone w mahoniu i drewnie orzechowym. Jadalnia mieściła 17 osób.
W latach 80. XX wieku jacht służył jako jednostka szkoleniowa w United States Merchant Marine Academy w Kings Point.
W kwietniu 1986 został zakupiony przez dwie pary: John Connell z żoną Rosemary oraz John W. Burnetts z żoną, sąsiadów z Douglaston, Queens, i zadokowany w Newport (Rhode Island) z zamiarem wyremontowania i udostępnienia jednostki do czarteru.
Od 1990 roku jacht służy pod nazwą „Ocean Princess” jako statek wycieczkowy w japońskim porcie Shimizu. W tej roli zabiera na pokład 20-80 osób (maksymalnie 141).